# Felicitas Hillmann
Felicitas Hillmann (* 27. Februar 1964 in Bonn) ist eine deutsche Geographin. Hillmann forscht und publiziert international kulturgeographisch zu den Themen Migration und sozialräumliche Entwicklung.

## Biografie
Hillmann ist in Frankfurt am Main aufgewachsen. Sie studierte Geographie, Linguistik und Italianistik an der Universität Freiburg im Breisgau und an der Università per gli Studi Genua. Sie promovierte 1995 an der Universität Freiburg bei Thomas Krings und erhielt für ihre Dissertation über die Migration von Frauen nach Europa den Nachwuchswissenschaftlerpreis der DSW. Sie habilitierte an der FU Berlin (2004) mit der Schrift Migration als räumliche Definitionsmacht? Beiträge zu einer neuen Geographie der Migration in Europa. Zu ihren wissenschaftlichen Stationen zählen das WZB (1994–2000) sowie das WSI (2001). Sie war Kuratoriumsmitglied des BIB (Bundesinstitut für Bevölkerungsforschung) (2009–2017) und ist Senior Chair des AK Geographische Migrationsforschung in der Deutschen Gesellschaft für Geographie (DGfG). Sie ist seit 2012 Mitglied des Rates für Migration und war außerdem von 2017 bis 2019 Vertrauensdozentin der Hans Böckler-Stiftung. Sie gehört dem Editorial Advisory Board der Fachzeitschrift Cosmopolitan Civil societies: An interdisciplinary Journal an, wie auch dem International Advisory Board der „Geographical Review“ (USA) und dem Board des „Indonesian Journal of Planning and development“. Seit Oktober 2020 gehört sie zum Editorial Board der Fachzeitschrift „Glocalism“.
Von 2015 bis 2020 leitete sie als gemeinsam berufene Professorin die Forschungsabteilung „Regenerierung von Städten“ am Leibniz-Institut für Raumbezogene Sozialforschung (Erkner) und leitete das Fachgebiet „Transformation städtischer Räume im internationalen Kontext“ an der TU Berlin, Institut für Stadt und Regionalplanung. Sie war Gastprofessorin für Anthropogeographie an der FU Berlin und am Geographischen Institut der Universität zu Köln, außerdem Professorin für Humangeographie an der Universität Bremen (2006–2012). Im Oktober 2019 war sie Visiting professor an der Universität La Sapienza, Rom. 2020 bis 2021 war sie Gast am Georg-Simmel-Zentrum für Metropolenforschung der Humboldt-Universität zu Berlin. Seit 2021 leitet sie das FIS-Vernetzungsprojekt Paradigmenwechsel an der TU Berlin.

## Inhaltliche Schwerpunkte
Hillmann beschäftigte sich zunächst mit internationaler Migration von Hochqualifizierten als Teil von Transformationsprozessen und der veränderten internationalen Arbeitsteilung. Sie arbeitete als eine der Ersten in Deutschland zu den migrantischen Ökonomien und deren geschlechtsspezifischer Dimension. Im Rahmen eines von der Volkswagen-Stiftung finanzierten Projektes zu Umweltwandel und Migration in den Küstengebieten Ghanas und Indonesien hat sie sich mit Fragen von Umweltwandel, urbaner Resilienz und Migration befasst. Sie ist Autorin des Lehrbuches Migration – eine Einführung aus sozialgeographischer Perspektive und hat in einschlägigen nationalen und internationalen Journals publiziert. Einer ihrer Schwerpunkte ist die international vergleichende Stadtforschung. Hier geht sie der Frage nach, wie die Städte sich im Kontext von Globalisierung und zunehmender Fragmentierung neu positionieren und wie sie versuchen, die in den Städten entstandene Diversität zu bearbeiten und sich die entstandene kulturelle Vielfalt zunutze machen. Sie hat zu diesem Thema im Auftrag der Bertelsmann-Stiftung die Studie Umgang der Städte mit kultureller Vielfalt. Fakten – Positionen – Strategien erstellt und mit Fördermitteln der Bundeszentrale für politische Bildung die Weiterbildungsreihe Museen als Fenster in die neue Welt konzipiert (mit Martin Düspohl und Ljudmila Belkin). Zusammen mit COMPAS, Universität Oxford, arbeitet sie aktuell zu kosmopolitischer Urbanität in kleineren Städten in Großbritannien und Deutschland. Einer ihrer regionalen Schwerpunkte ist die Region Berlin-Brandenburg, ein weiterer die urbane Transformation der Stadt Genua.

## Veröffentlichungen (Auswahl)
- Jenseits der Kontinente – Migrationsstrategien von Frauen nach Europa. Reihe: Stadt und Raum. Centaurus, Pfaffenweiler 1996, ISBN 978-3-8100-2361-2.
- mit Ernst Spaan, Ton van Naerssen: Asian migrants on European labour markets, Routledge, 2005, ISBN 978-0-415-64597-3.
- Migration als räumliche Definitionsmacht? Beiträge zu einer neuen Geographie der Migration in Europa. Reihe „Erdkundliches Wissen“, Band 141, Steiner Verlag, Stuttgart, 2007.
- mit Michael Windzio: Migration und städtischer Raum, Chancen und Risiken der Segregation und der Integration. Verlag Barbara Budrich, 2008, ISBN 978-3-940755-17-9.
- Große Schiffe am Horizont und Fragmentierung zuhause. Stadtentwicklung in Genua. Reihe: Forum IFL, Heft 14, Institut für Länderkunde, Leipzig, 2011.
- Marginale Urbanität: Migrantisches Unternehmertum und Stadtentwicklung. Reihe ‚Urban Studies‘, Transcript Verlag, 2012, ISBN 978-3-8376-1938-6.
- Migration. Eine Einführung aus sozialgeographischer Perspektive. Reihe „Sozialgeographie kompakt“, Steiner Verlag, 2016, ISBN 978-3-515-10636-8.
- als Hrsg. mit Marie Pahl, Harald Sterly, Birte Rafflenbeul: Environmental Change, adaptation and Migration – bringing in the region; MacMillan/Palgrave, 2016, ISBN 978-1-137-53890-1.
- mit Hendrikje Alpermann: Umgang der Städte mit kultureller Vielfalt. Fakten – Positionen – Strategien. Im Auftrag der Bertelsmann-Stiftung, Gütersloh, 2018.
- als Hrsg. mit  Ton van Naerssen, Ernst Spaan: Trajectories and Imaginaries: the Migrant Actor in Transnational Space; Routledge (Seria on Migration and Diaspora Studies), 2020, ISBN 978-0-367-47897-1.